# Лев Лебедински
Лев Николаевич Лебедински (на руски: Лев Никола́евич Лебеди́нский) е руски музиколог, фолклорист и общественик, занимавал се дълги години с народната музика на Башкирия.

## Биография
Лев Николаевич Лебедински е роден на 05 ноември 1904 г. в село Миаски завод (днес град Миас), Челябинска област на Русия, в еврейско семейство. Баща му Натан Либерович (Николай Львович) Лебедински е лекар, а майка му Тойба Вулфовна Нахимсон (Татяна Владимировна Лебединская) – зъболекар. По-големият му брат Юрий Либедински става писател, журналист и военен кореспондент.
През 1919 г. Лев Лебедински става член на Комунистическата партия на СССР и се присъединява към Чека, съветската тайна полиция. През 1919 – 1920 г. и през 1941 – 1945 г. служи в армията. През 1930 г. завършва научно-композиторския факултет на Московската консерватория.
През 20-те години на миналия век сред руските композитори става модерно да влизат във всякакви творчески съюзи, между които се развива ожесточена конкуренция. Една от най-агресивните е Руската асоциация на пролетарските музиканти (РАПМ), един от основателите и идеологическите ръководители на която е Лев Лебедински, ветеран от Гражданската война и „червен“ студент в Московската консерватория. В периода 1923 – 1932 г. първо е неин председател, а след това – изпълнителен секретар. Лебедински и неговите съмишленици отричат постиженията на „буржоазната“ музикална култура и декларират необходимостта от раждането на нова пролетарска музика, която трябва да бъде създадена от нулата.
От 1930 г., в продължение на две години, е ръководител на музикалната секция към Института за литература, изкуство и език на Комунистическата академия. През 1934 – 1935 е завеждащ масовия сектор на Съюза на композиторите на СССР. През 1935 – 1939 г. работи като изследовател към фолклорната секция на Института по етнография на Академията на науките на СССР. През 1939 – 1940 г. е музикален консултант на Департамента по изкуствата на Башкирската АССР. През 1937 г. пътува до Башкирия за да запише башкирска народна музика, а две години по-късно е ръководител на комплексна фолклорна експедиция до югоизточните райони на автономната република.
През 1940 – 1941 г. е изпълнителен секретар на Комисията за РСФСР и помощник по творческите въпроси на председателя на организационния комитет на Съюза на композиторите на СССР. По време на Великата отечествена война работи като художествен ръководител на самодейни състави в град Подолск.
Лев Лебедински се жени два пъти. Първата му жена е певицата и журналистка Сара Алексеевна Крилова (1894 – 1988). На 1 юли 1932 г. в Москва се ражда синът им Александър Лвович Крилов, който по-късно става доктор по физико-математическите науки. От 2000 г. той живее в Аугсбург, Германия. От него имат двама внука – лингвиста Сергей Александрович Крилов (р. 1958) и програмиста Дмитрий Александрович Крилов (р. 1964). През 1955 г. се жени за художничката Мария Юревна Кониская, с която остава до края на живота си.
В средата на 1940-те години Лебедински влиза в кръга на близките познати на Дмитрий Шостакович, а през 1950-те и началото на 1960-те години пише много за творчеството на големия композитор. Приятелство между двамата приключва през 1969 г., когато бившият чекист не приема „антихристиянската“ концепция на Четиринадесета симфония на Шостакович. Информира композитора за позицията си в писмо, с което го уведомява за настъпилия между тях разрив. Според вдовицата на Шостакович, композиторът той реагира на писмото на Лебедински лаконично: „За съжаление Лебедински е остарял и оглупял."
От 1955 г., в продължение на 10 години, е ръководител на фолклорната секция на издателство „Съветски композитор“. През 1962 – 1969 г. е председател на Съвместната фолклорна комисия на Съюза на композиторите на РСФСР и неговия Московски клон. През 1971 – 1974 г. е един от ръководителите на Комисията за народно музикално творчество към Съюза на композиторите на СССР. Лев Лебедински е носител на два ордена „Червено знаме“.
Лев Николаевич Лебедински умира на 22 ноември 1992 г. в Москва.

## Творчество
Основният кръг на научните интереси на Лебедински обхваща работата на съветските композитори, музикалния фолклор, музикалния театър и теоретичните проблеми на музикалното изпълнение. Автор е на статии, посветени на социологията на изкуството, музикалната културата на народите на СССР, творчеството на съветските композитори, проблеми на фолклора.
Лебедински е един от съставителите на сборника „Башкирски народни песни“, автор и съставител на книгата „Башкирски народни песни и мелодии“, които съществено допринасят за развитието на башкирската музика.
През 1965 г. съставя сборника „Фолклористика“, частично основан на записи, направени от него през различните години. В него са включени образци от песни и инструментални жанрове, мелодични типове и жанрово-тематични групи от башкирски народни песни. Сборникът повтаря структурно работата на Сергей Рибаков „Музика и песни на уралските мюсюлмани с очерци за техния живот“ от 1897 г. Книгата на Лебедински се отличава с по-широк обхват на разглежданите жанрове и, за разлика от слуховите записи на Рибаков, той използва нотация и магнетофонни записи. За първи път представя анализ на стиловите характеристики на жанровете на башкирската народна музика, базирайки се на конкретни музикални материали.
Написаният от Лебедински методологичен наръчник „За някои принципи на записите, фоноразшифровката и редактирането на башкирската народна песен“ служи като практическо ръководство за учениците по народна музика.

## Съчинения[9]
- 1929 – „За пролетарската масова песен“
- 1930 – „Новите задачи на музикантите“
- 1930 – Срещу непманската музика (циганска, фокстрот и други) – съвместно с Надежда Брюсова.
- 1923 – 1931 – „Осем години борба за пролетарска музика“
- 1934 – „За обучението и образователно-производствените програми на кръжоците по музикална самодейност“
- 1947 – „Анотации към творбите на Дмитрий Шостакович“
- 1947, 1955 – „Композиторите на Башкирия“
- 1957 – „Хоровите поеми на Шостакович“
- 1960 – „Седма и Единадесета симфония на Д. Шостакович“
- 1961, 1965 – „Башкирски народни песни и мелодии“
- 1963 – „Мажит Бурангулов“

## Някои статии[5]
- 1923 – „Ледът се счупи“
- 1924 – „Въпроси на художественото образование“, „За комичната опера“
- 1926 – „Концерти на Райски“, „Повече за усвояването на старата култура“, „Марксизмът и музикалната наука“, „Георгий Катоар", „Александър Касталски"
- 1927 – „Честванията на Бетовен във Виена“, „Критика на музикалното творчество“
- 1929 – „Какво представлява Асоциацията на пролетарските художници"
- 1930 – „Нашият масов музикален живот“, „Бетовен“,
- 1931 – „За пролетарската песен“
- 1933 – „След април съветското музикално творчество е във възход“, „Пролетариатът и песента“
- 1934 – „Композиторът на масите“ – за Александър Давиденко
- 1935 – „А. Давиденко. Материали за творческа биография“, „Фолклорни експедиции в Московска област“ – съвместно с музиколозите Евгений Гипиус и Надежда Брюсова
- 1940 – „Раждането на национална опера“
- 1941 – „Старата революционна песен“
- 1948 – „Песни на съветската младеж от епохата на Гражданската война“
- 1949 – „Срещу занаятчийството в песенната поезия“
- 1951 – „По мотиви от приказки на Бажов“, „Народната башкирска музика“
- 1952 – „За песенната лирика“, „Стихове за революционната борба“ – за хоровите поеми на Дмитрий Шостакович
- 1955 – „Шурале“ – за балета на татарския композитор Фарид Ярулин, представен във филиала на Болшой театър
- 1956 – „Дон Карлос“, „Джоконда“, „Произведенията на Дмитрий Шостакович“
- 1957 – „Балетът „Жана д'Арк“
- 1958 – „Революционният фолклор в Единадесета симфония на Д. Шостакович“
- 1959 – „Сцената „Часовник с камбанен звън“ в изпълнение на Шаляпин“
- 1962 – „Немски народни песни от шест века“, встъпителна статия към партитурата на операта „Борис Годунов“ от Модест Мусоргски
- 1965 – встъпителна статия към партитурата на операта „Катерина Измайлова“ от Шостакович
- 1969 – „Башкирската протяжна песен „Зюлхизя“
- 1972 – „Пет очерка за шаляпинския прочит на нотния текст“
- 1973 – „В творческата лаборатория“ – за годишнината от рождението на Шаляпин